# USS Kearsarge (CV-33)
USS Kearsarge (CV-33) byla letadlová loď Námořnictva Spojených států, která působila ve službě v letech 1946–1970. Jednalo se o šestnáctou postavenou jednotku třídy Essex (šestou ve verzi s dlouhým trupem).
Její stavba byla zahájena 1. března 1944 v loděnici New York Naval Shipyard v New Yorku. K jejímu spuštění na vodu došlo 5. května 1945, do služby byla zařazena 2. března 1946. V letech 1950–1952 prodělala modernizaci SCB-27A, následně se zúčastnila korejské války, přičemž byla v říjnu 1952 překlasifikována na útočnou letadlovou loď CVA-33. V roce 1958 byla její klasifikace změněna na protiponorkovou letadlovou loď CVS-33. V letech 1962 a 1963 se podílela na návratu kabin Sigma 7 z vesmírného letu Mercury-Atlas 8 a Faith 7 z letu Mercury-Atlas 9 zpátky na Zemi. V polovině 60. let sloužila ve válce ve Vietnamu, ze služby byla vyřazena 13. února 1970. Poté byla odstavena v rezervách a nakonec byla roku 1974 odprodána do šrotu.